# Suchy Wierch (Stoły)
Suchy Wierch (też: Maturowa Czuba; 1428 m n.p.m.) – najwyższy szczyt masywu Stołów wznoszącego się po zachodniej stronie Doliny Kościeliskiej w Tatrach Zachodnich. Ku północy jego zbocza opadają do przełęczy Przysłop Kominiarski (1128 m), od południowej strony do żlebu Żeleźniak, od zachodniej do żlebu Zabijak. Ponadto w południowym kierunku odchodzi od szczytu grań Maturowych Stołów łącząca się z Raptawicką Granią poprzez Przełęcz ku Stawku (Maturowe Siodło)
Nazwa Maturowej Czuby pochodzi od spotykanego na Podhalu nazwiska (lub przezwiska) Matura i wiąże się z dawną kopalnią rudy żelaza, zwaną Maturką, usytuowaną u podnóży grzbietu Maturowych Stołów. Nazwa ta funkcjonuje w Wielkiej encyklopedii tatrzańskiej Paryskich, natomiast w innych wydawnictwach tatrzańskich z reguły się nie pojawia.
Zbudowany jest z wapieni triasowych. Na sam szczyt Suchego Wierchu nie prowadzi znakowany szlak turystyczny, można jednak dojść do Polany na Stołach znajdującej się ok. 400 m od szczytu. Wyprowadzający na nią niebieski szlak turystyczny z Doliny Kościeliskiej zaczyna się tuż powyżej górnego końca polany Stare Kościeliska.
Dawniej szczyt i cały masyw Stołów był wypasany i wchodził w skład Hali Stoły.